# Юссуф Заєд
Юссуф Заєд Аль-Юха (араб. يوسف زايد اليوحا; нар. 2 вересня 1979) — кувейтський футболіст, який грав на позиції захисника. Відомий за виступами в складі низки кувейтських клубів та у складі збірної Кувейту на кількох міжнародних турнірах.

## Клубна кар'єра
Юссуф Заєд розпочав виступи на футбольних полях у 1999 році в складі команди «Аль-Фахахеель». У 2003 році він став гравцем клубу «Аль-Кувейт», у складі якого грав до 2009 року, тричі ставав у його складі чемпіоном країни, та один раз володарем Кубка Еміра Кувейту. У 2009 році Заєд став гравцем клубу «Аль-Сальмія». У 2011 році футболіст повернувся до клубу «Аль-Кувейт», у складі якого завершив виступи на футбольних полях у 2012 році.

## Виступи за збірну
У 1999 році Юссуф Заєд дебютував у складі молодіжної збірної Кувейту. У складі олімпійської збірної брав участь у літніх Олімпійських іграх 2000 року, на яких кувейтська збірна не подолала груповий етап. З 2002 року Заєд грав у складі національної збірної Кувейту, у складі якої брав участь в Азійських іграх 2002 року. у складі збірної грав до 2008 року, провів у складі збірної 23 матчі, в яких забитими м'ячами не відзначився.

## Титули і досягнення
- Чемпіон Кувейту (3):

«Аль-Кувейт»: 2005—2006, 2006—2007, 2007—2008
- Володар Кубка Еміра Кувейту (1):

«Аль-Кувейт»: 2009